# 底座形撞击坑
底座形陨石坑(pedestal crater)是行星地质学中一种陨石坑类型，它的撞击喷射物散布于周围地形之上，从而形成一座凸起的平台（如底座）。当撞击坑喷出的物质形成一层抗侵蚀层，并使邻近区的侵蚀速度比其他区域慢时，就形成一座底座形陨石坑。一些底座被精确测量出高于周围区域数百米，这也意味着撞击坑中有数百米的材料被侵蚀掉，结果是陨坑及其喷出物覆盖层都明显高出周边环境。底座型陨石坑是在水手号任务期间被首次观测到的。

## 描述
通过进一步的研究，研究人员将相关陨石坑分为三种不同的类别，并对它们的形成有了新的见解。过度喷射坑（Excess ejecta craters）和栖留坑（perched craters）都比底座形坑大。所有这三种陨坑都有相似的碗状坑形和高于周边地表的环坑平台。过度喷射坑和栖留坑显示有喷发物堆积，但底座形撞击坑通常不显示。三者都位于相同的区域，并且高出周边地形的高度似乎都有相同，平均高出近50米。过度喷射坑和栖留坑之间的主要区别为栖留坑的碗坑很浅，有时几乎填满了物质。底座形陨坑一般则靠近绝壁（悬崖）高原中央。
现在认为，所有这三种类型的陨石坑都是撞击冰层后造成的。较大的过度喷射坑和栖留坑完全击透了冰层，也抵达了较浅的岩石层。部分岩石层堆积在撞击坑边缘周围，形成一圈粗糙的喷发沉积物，喷出物保护了它们下方的区域不受侵蚀，使得这些陨坑高出周围地表之上。较小的“底座形陨坑”则通过不同的作用过程形成了一层保护层。模拟显示，对冰层巨大撞击将产生强烈的热浪，足以融化部分积冰，由此产生的水可溶解盐和矿物质，并产生抗侵蚀的覆盖层。
对这些不同陨石坑形成过程的新认识，使帮助科学家们了解了火星上的富冰物质如何在亚马逊纪时期多次沉积在两半球的中纬度区的。例如，在那段时期，火星自转轴倾角（倾斜）经历了许多大的变化，这些变化导致了气候的变迁。由于目前的倾角，火星两极都拥有一层厚厚的积冰。有时，两极面向太阳，导致极地冰层中的冰向中纬度转移，正是这段时间才形成了富冰层。
 

## 图集

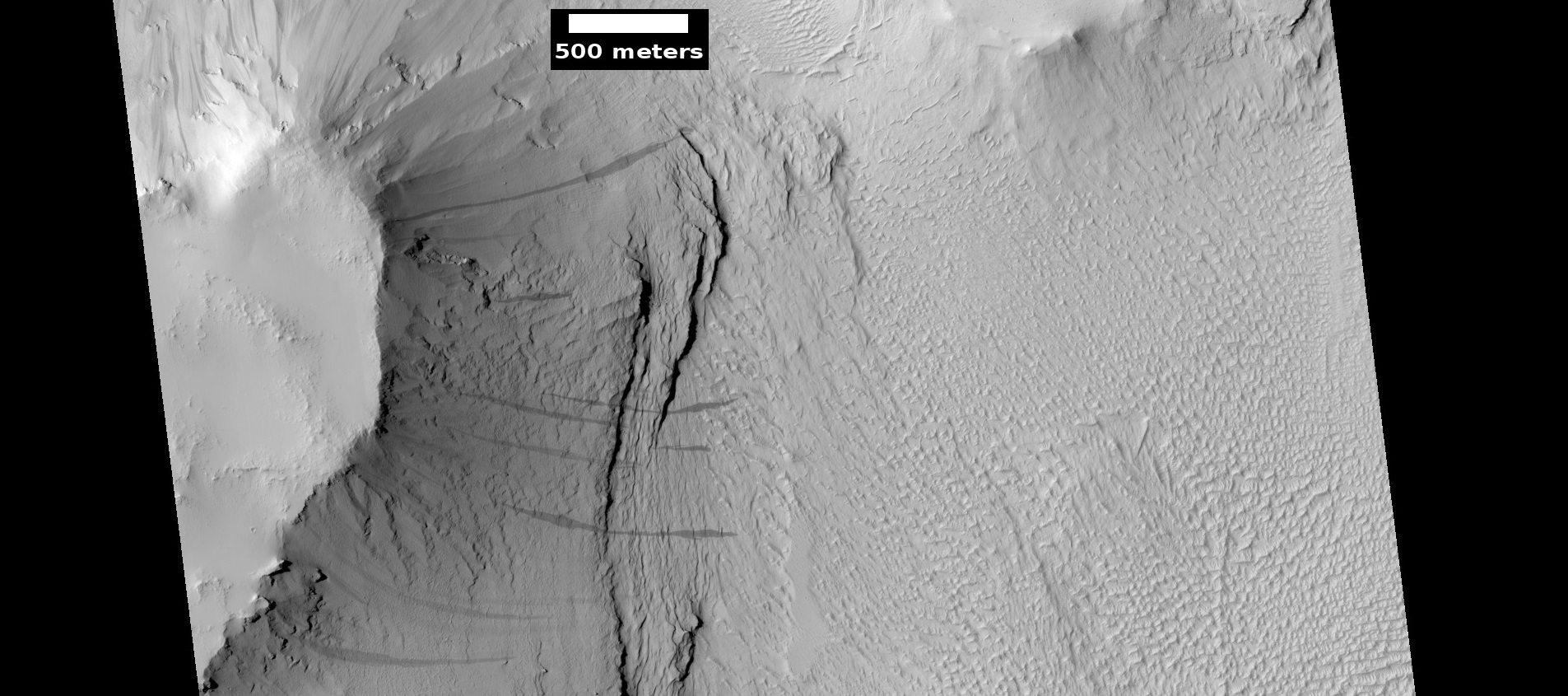
HiWish计划下高分辨率成像科学设备显示的阿拉伯方格区一座底座形撞击坑冠岩下的岩层。该底座形坑位于更大的吉洪拉沃夫撞击坑内。
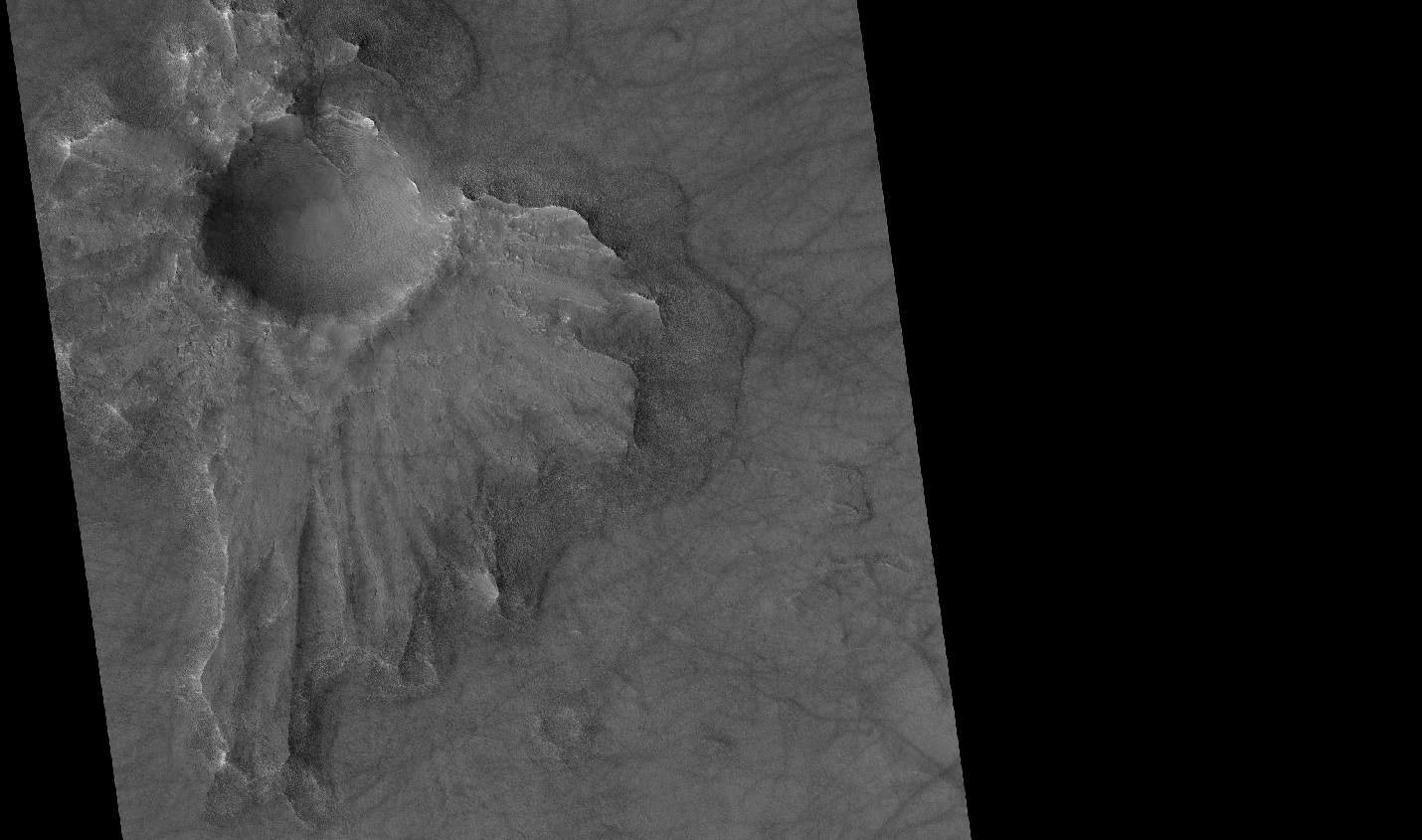
高分辨率成像科学设备在HiWish项目指示下显示的卡西乌斯区一座底座形撞击坑。由于小行星从东北方向以低角度撞击，造成撞击喷发物在陨坑周围分布并不对称，喷出物也阻止了对下表层的侵蚀，因此，陨坑看上去很高。
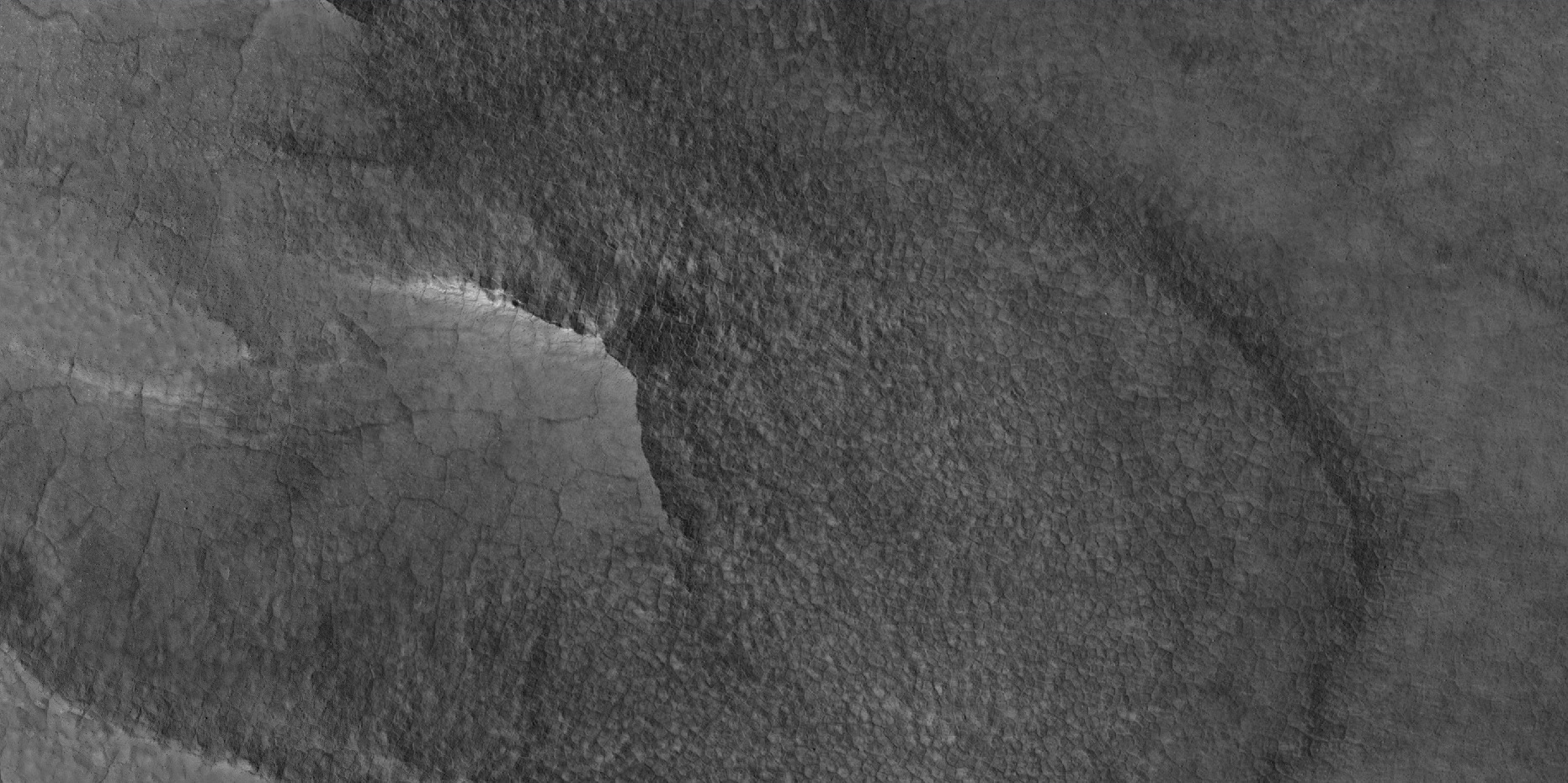
前一幅底座形陨坑照片的东侧（右侧）特写，显示了多边形的裂片。由于陨石坑边缘有裂片和多边形构造块，人们认为在这一保护顶下蕴藏有水冰。照片为HiWish项目指示下的高分辨率成像科学设备拍摄。注意：这是前一幅照片的放大版。
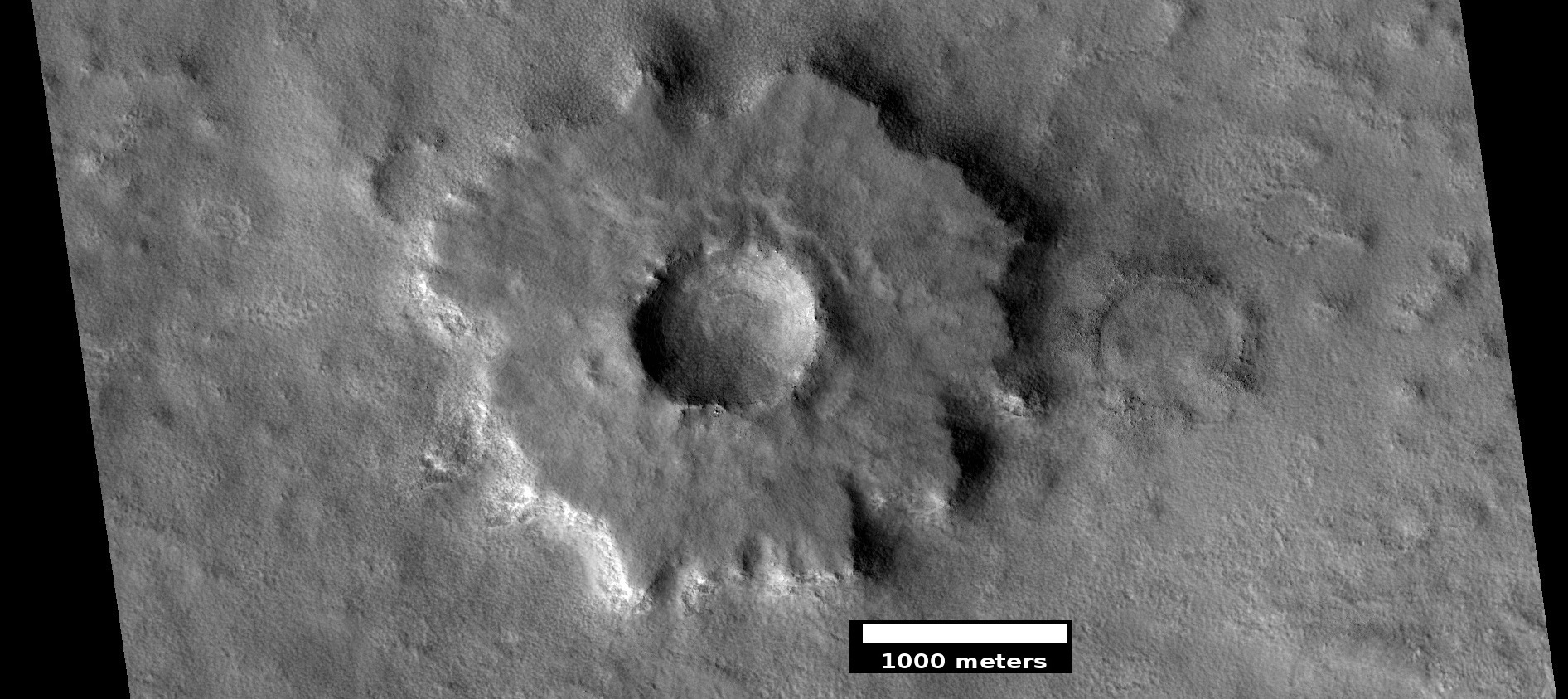
HiWish项目指示下高分辨率成像科学设备显示的卡西乌斯区一座底座形陨坑，顶层保护了下方地层不受侵蚀。
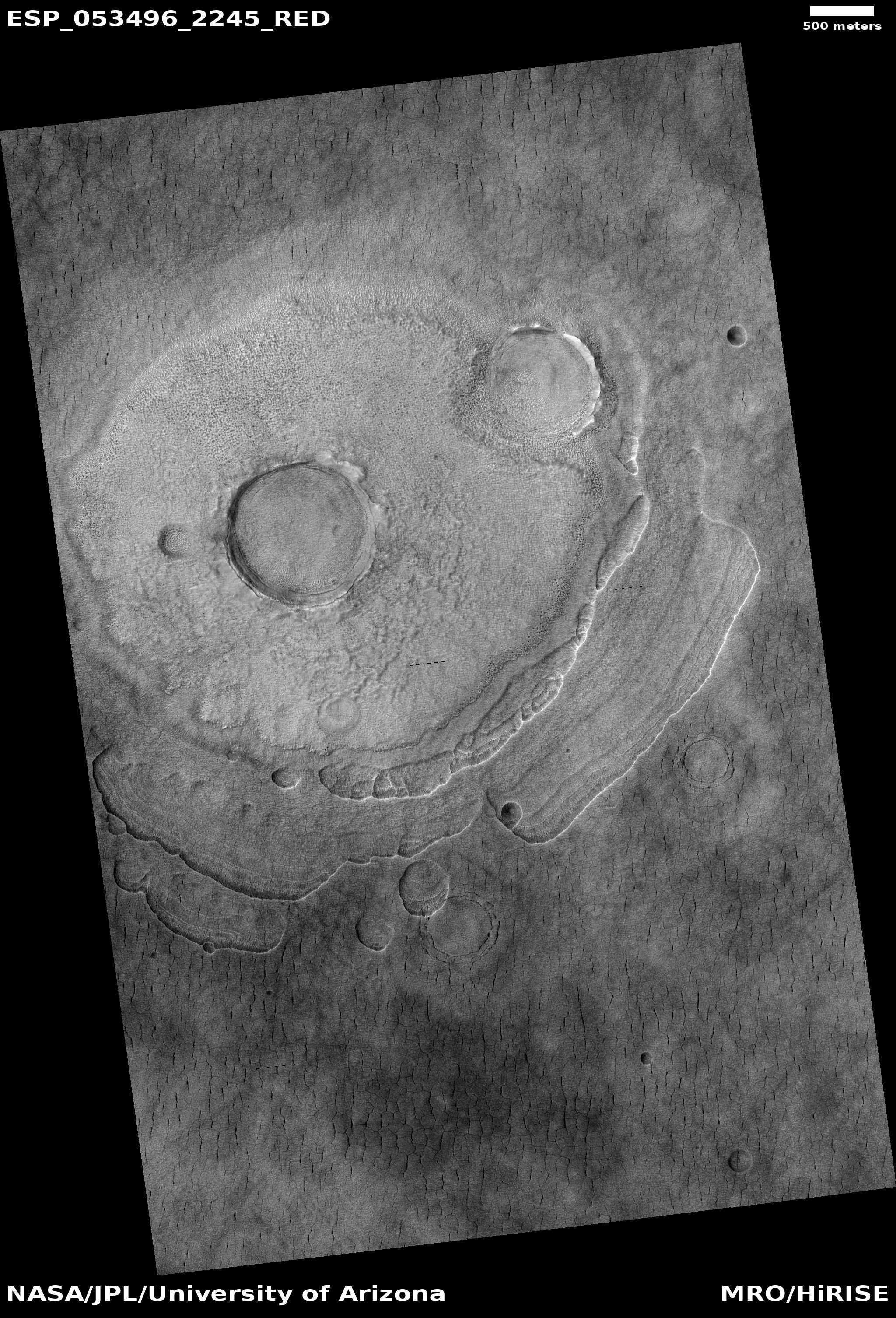
HiWish项目指示下高分辨率成像科学设备显示的卡西乌斯区一座底座形陨坑，底座的基底边缘正在呈现贝状化趋势。
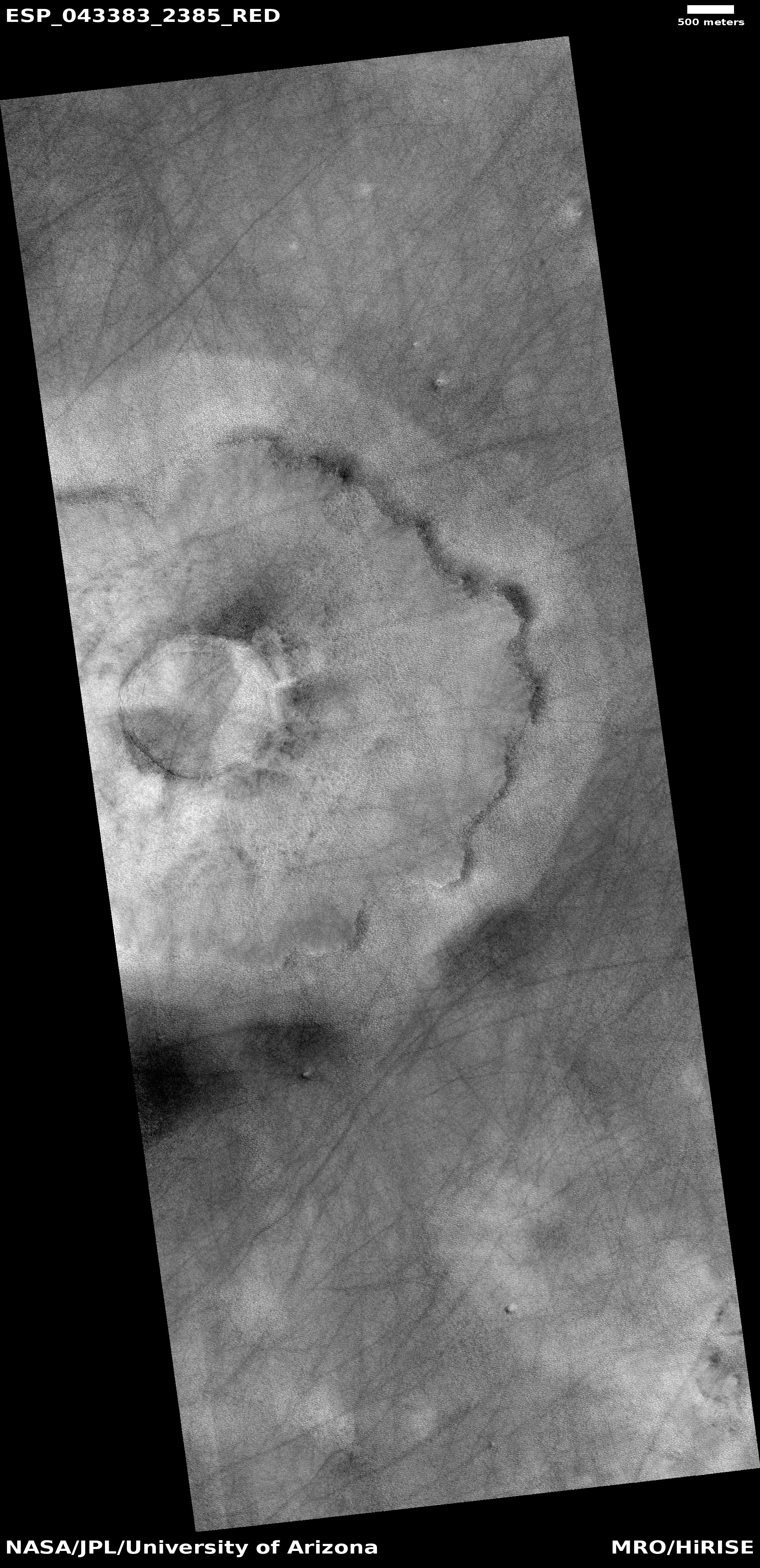
高分辨率成像科学设备显示的底座形陨坑暗线为尘暴痕迹，地点为卡西乌斯区。
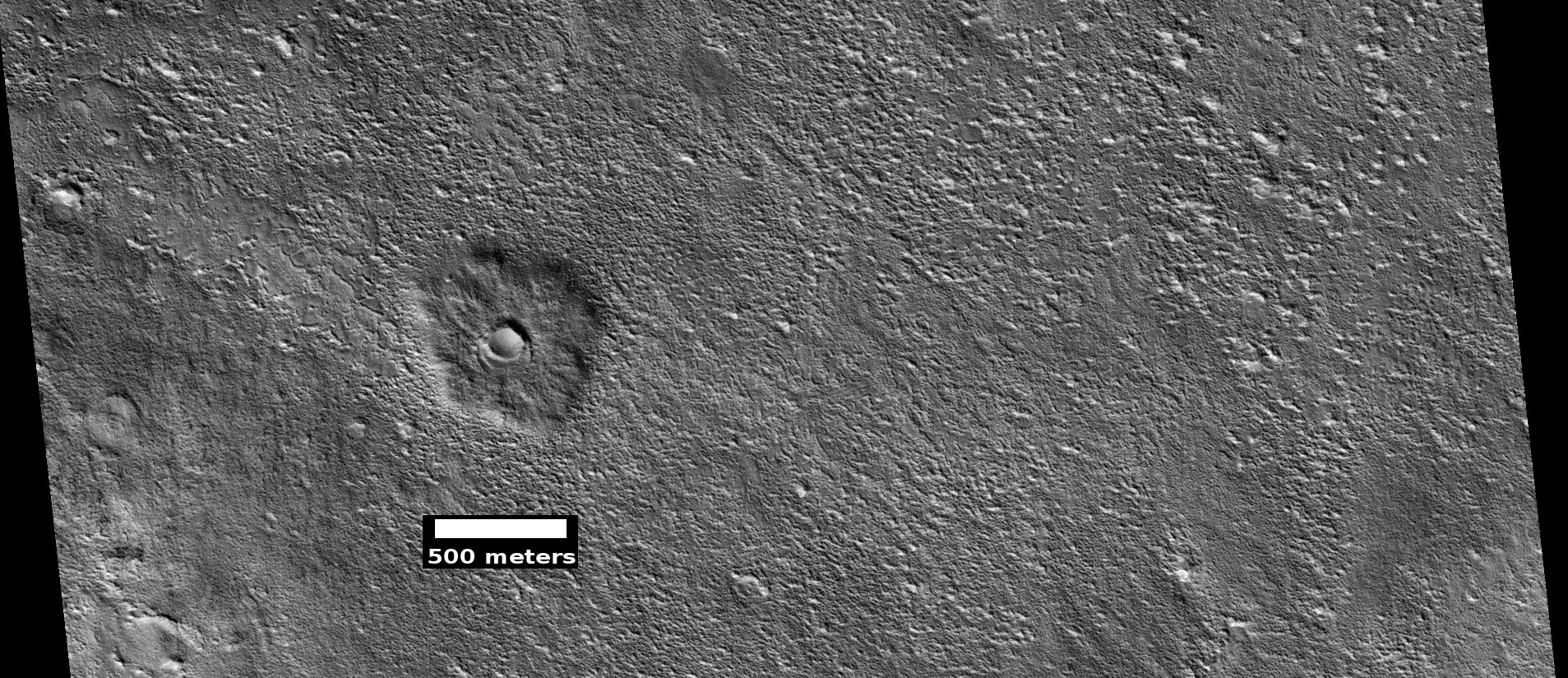
高分辨率成像科学设备显示的位于刻布壬尼亚区的一座底座形陨坑。
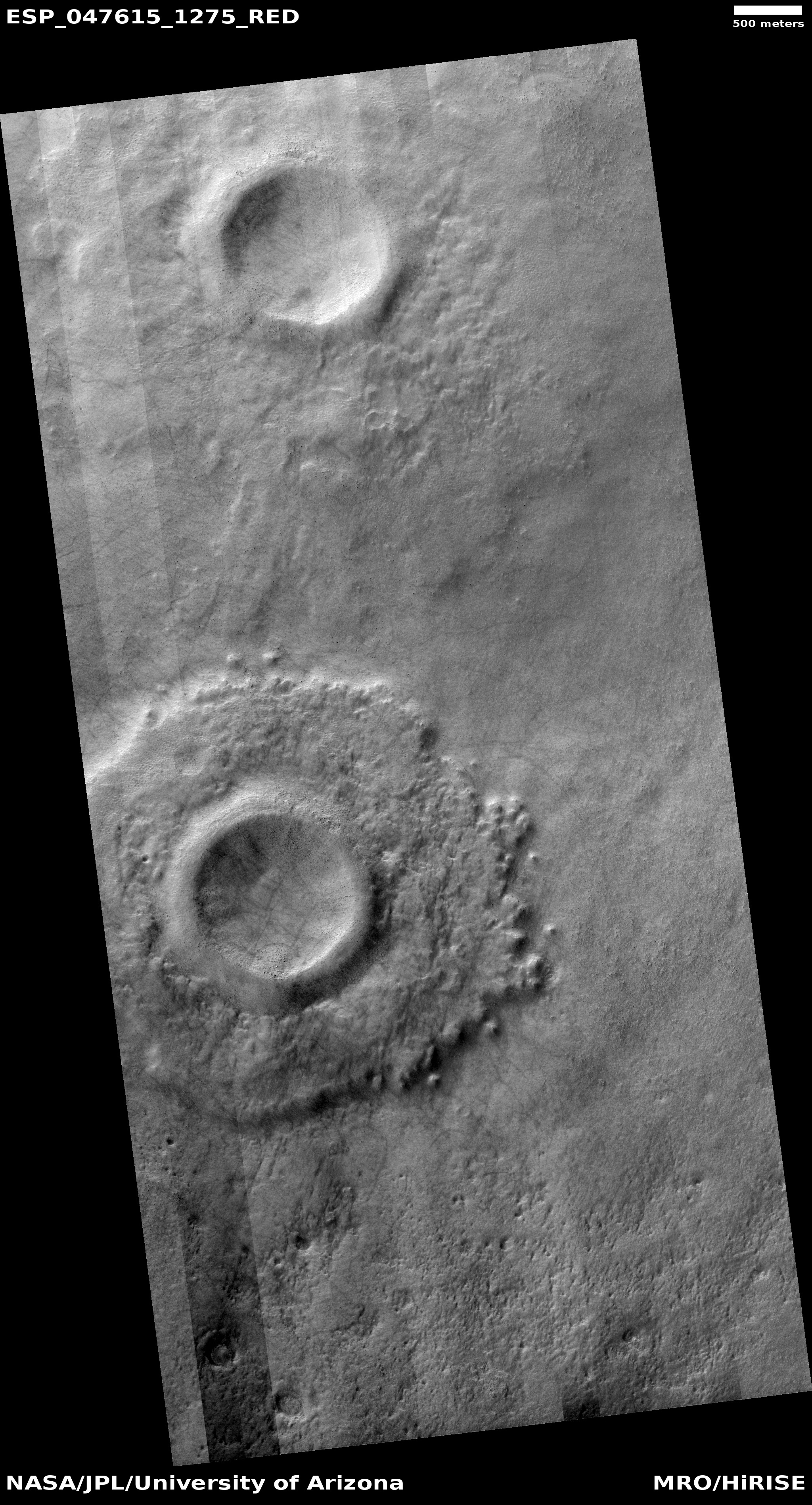
高分辨率成像科学设备显示的位于希腊区的一座底座形陨坑。
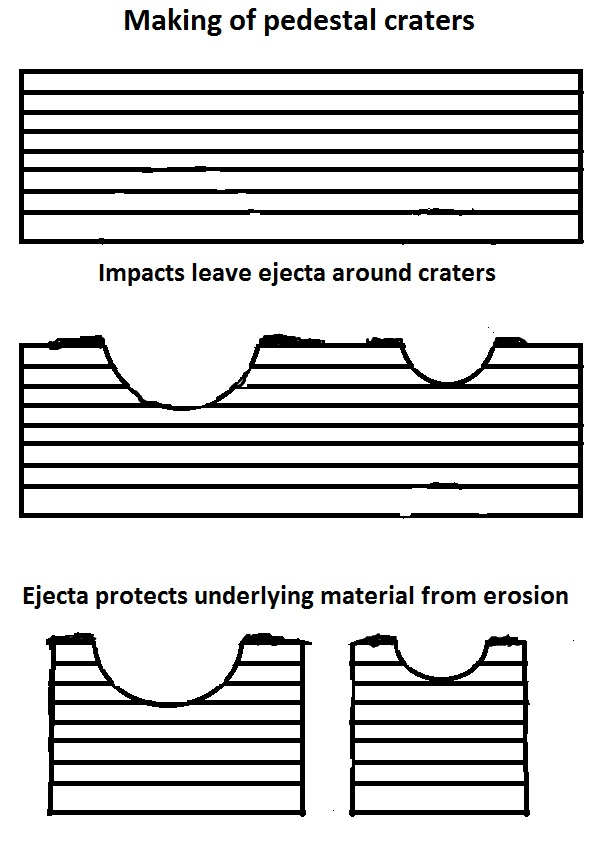
当撞击产生的喷出物保护了下方地层不受侵蚀时，就会形成底座形陨石坑。这一过程的结果使陨石坑高出在周边地形之上。
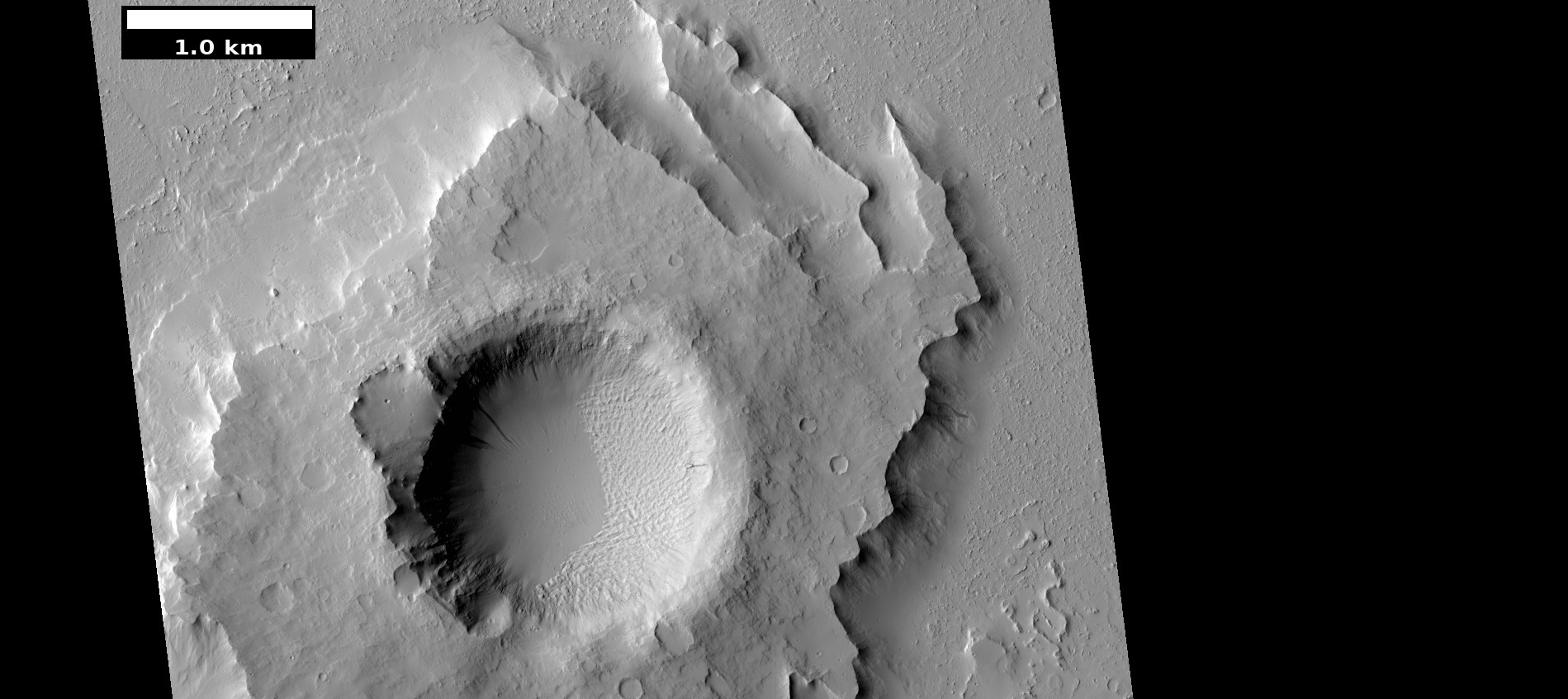
带岩层结构的底座形撞击坑，高分辨率成像科学设备拍摄于亚马逊区。
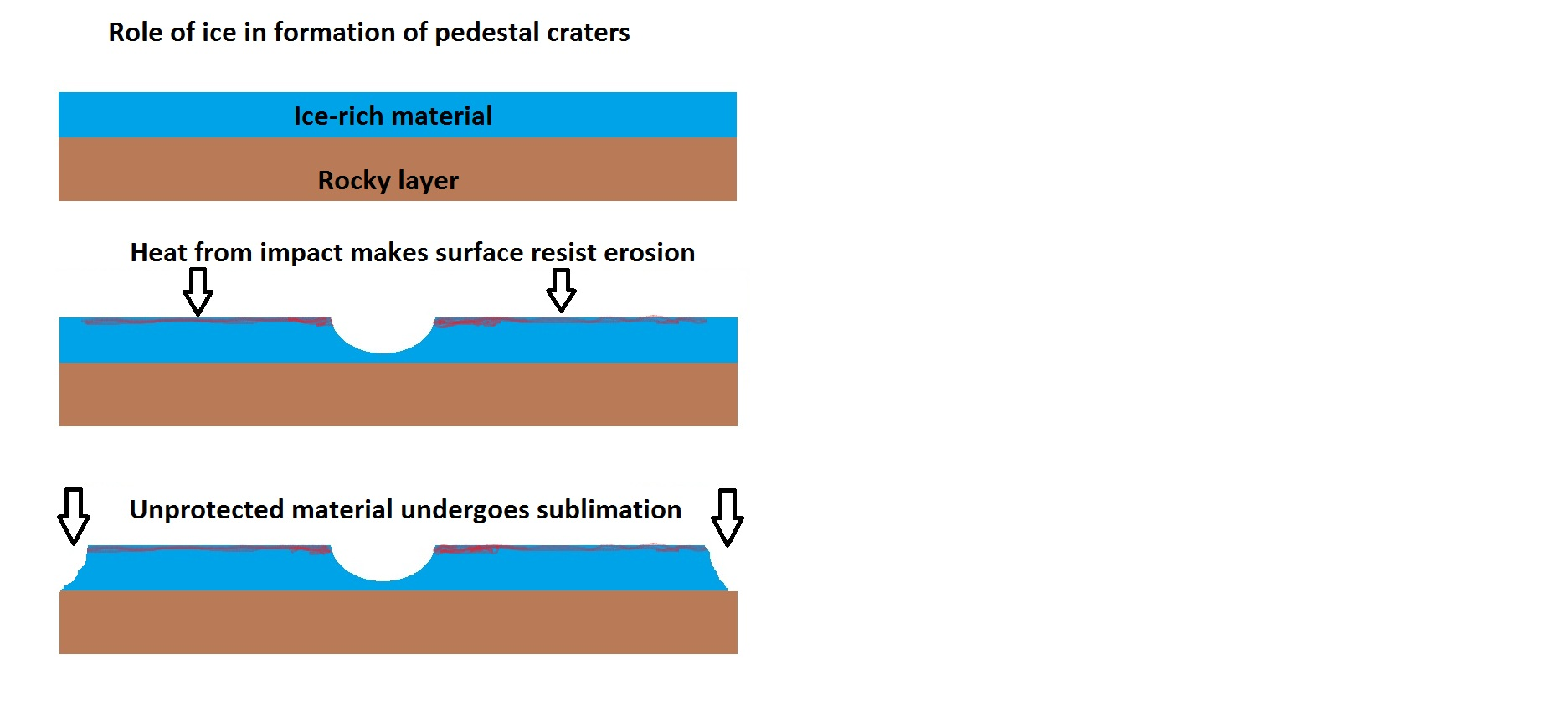
该图显示了部分底座形陨坑的形成过程。按这种思路，撞击体会进入一个富冰层，但不会再深入。冲击产生的热量和风使地表硬化，防止侵蚀。这种硬化也可通过冰融化产生粘结地表的盐/矿物溶液来实现。
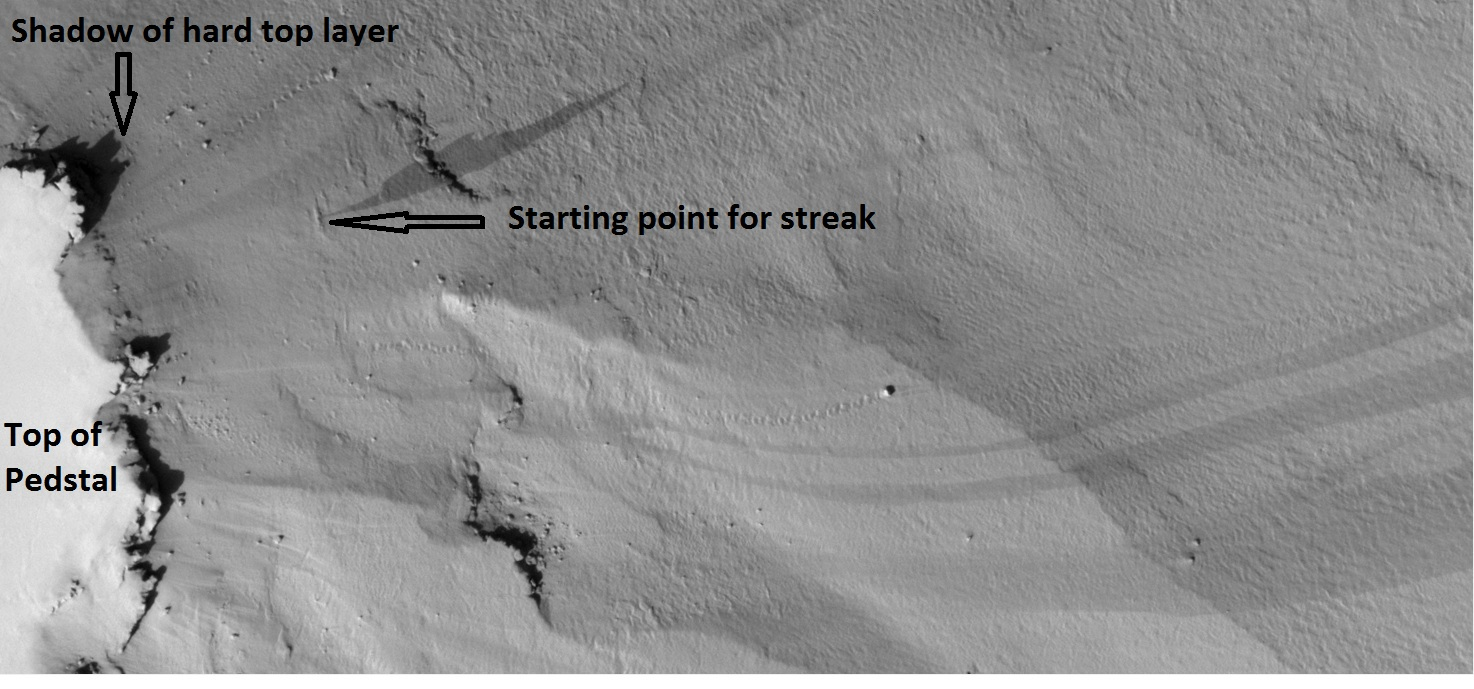
高分辨率成像科学设备在一座底座形撞击坑顶部附近看到的暗色斜坡条纹。
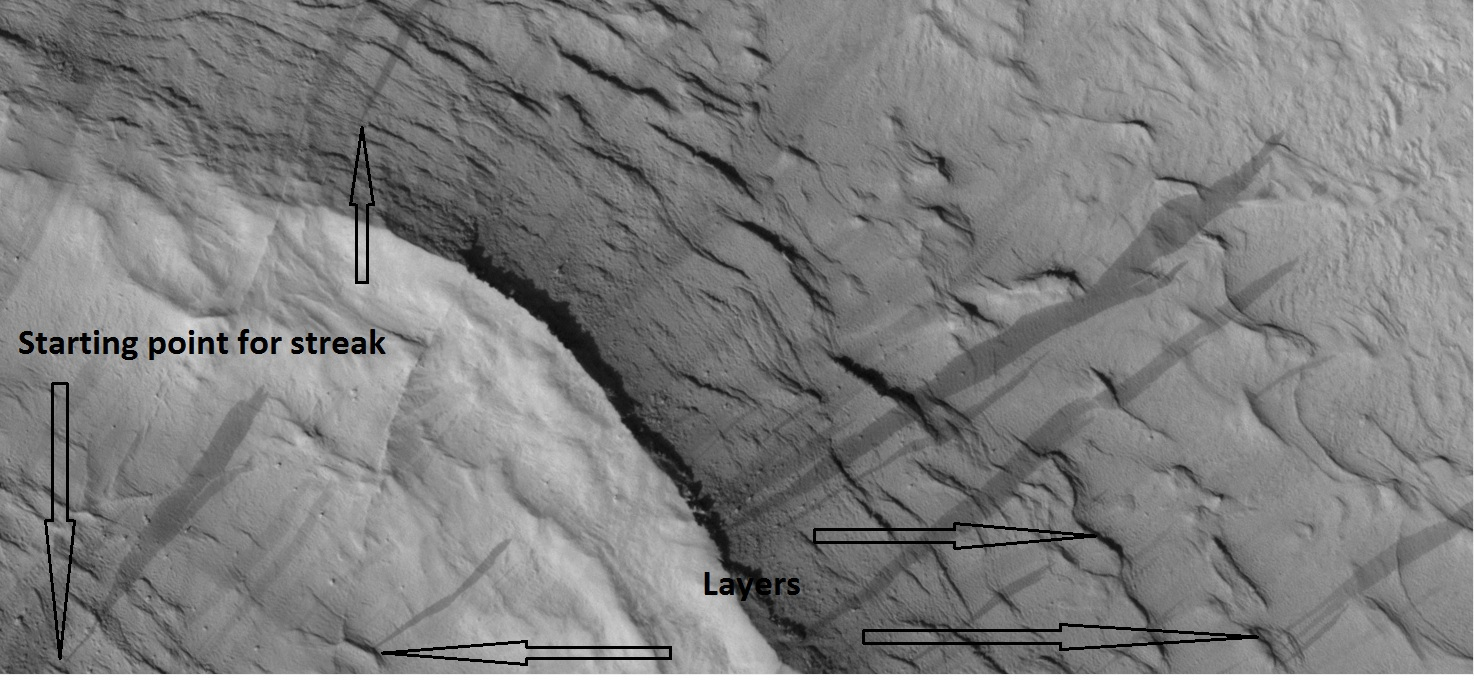
高分辨率成像科学设备在一座底座形撞击坑附近看到的暗色斜坡条纹和岩层。
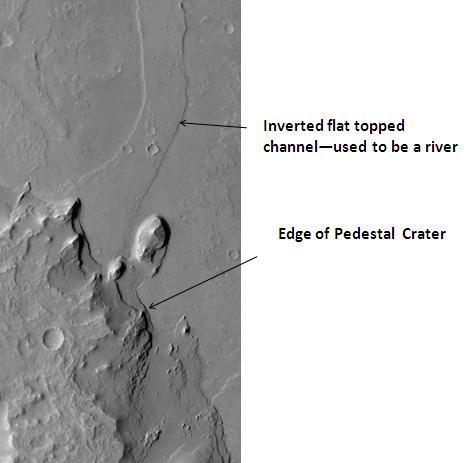
位于欧克西亚沼区的底座形陨坑和山脊，靠近图片顶部的平顶山脊曾经是一条倒转河流，底座形陨坑坐落在山脊上，因此它更年轻。
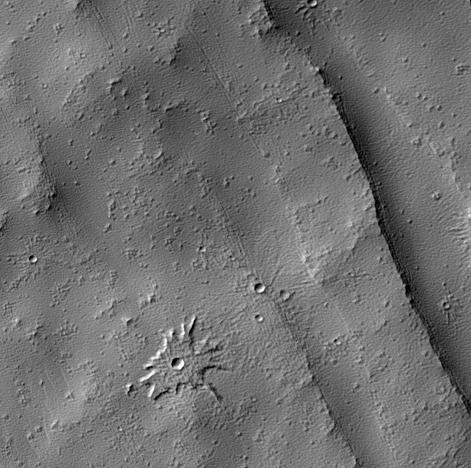
高分辨率成像科学设备显示的比布利斯火山口底座形坑。

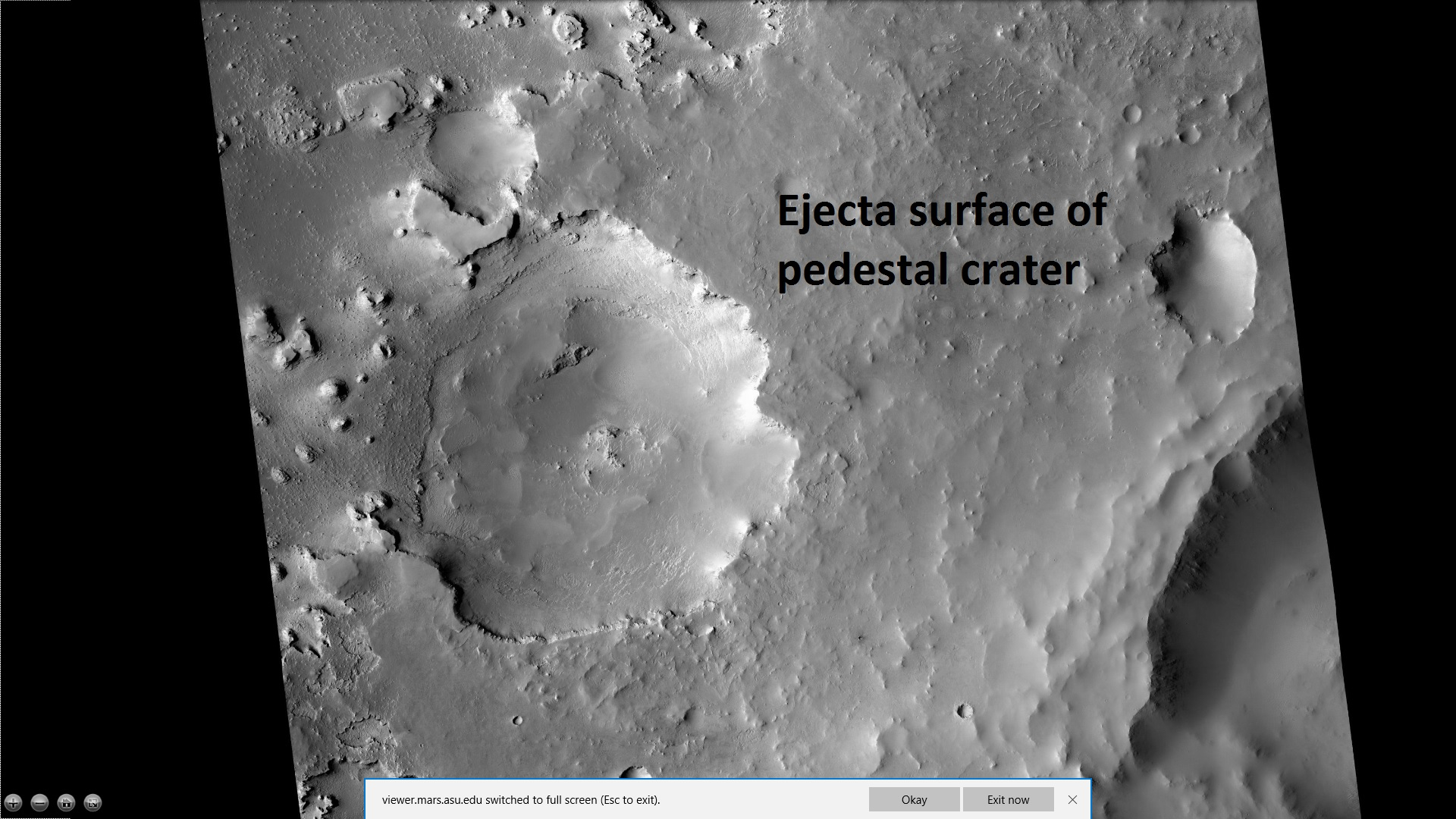
背景相机拍摄的底座形陨石坑喷出物表面下岩层的广角照片。
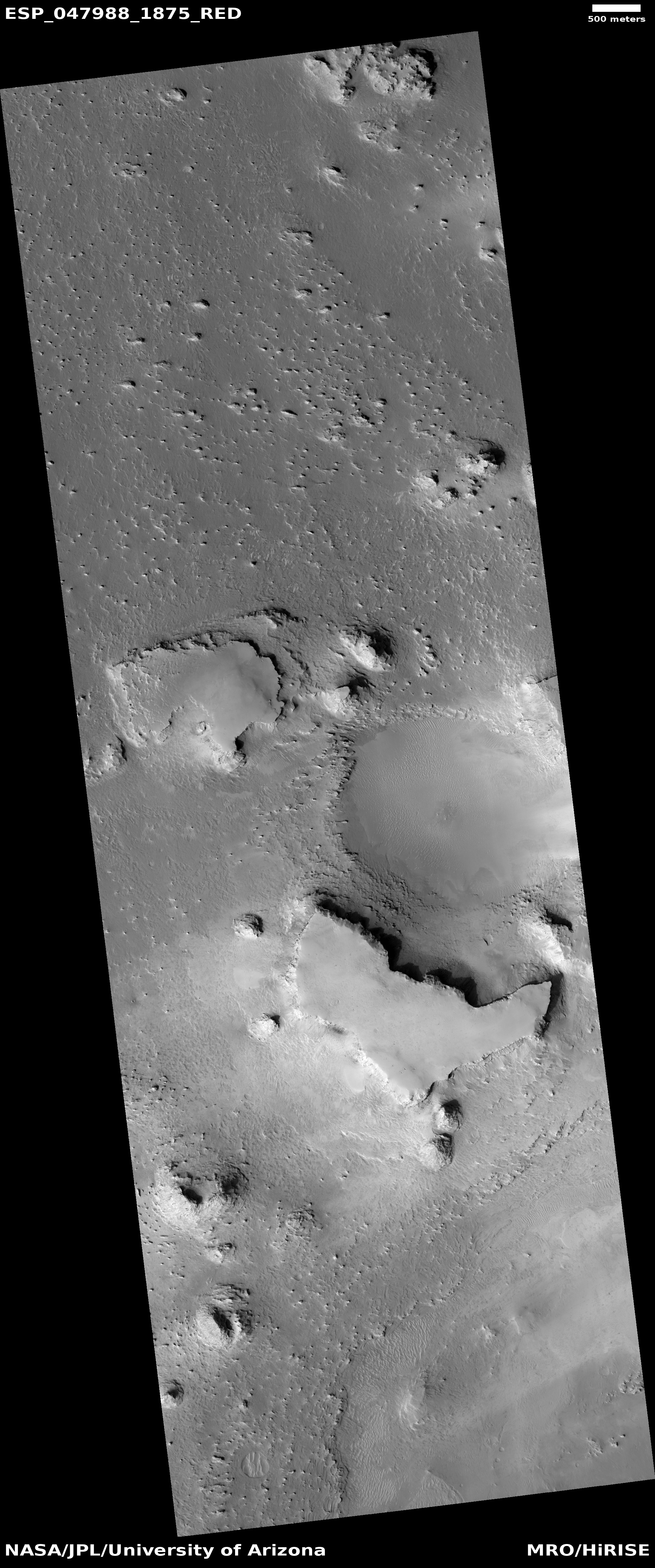
HiWish项目指示下高分辨率成像科学设备显示的底座形陨石坑顶层下的岩层。
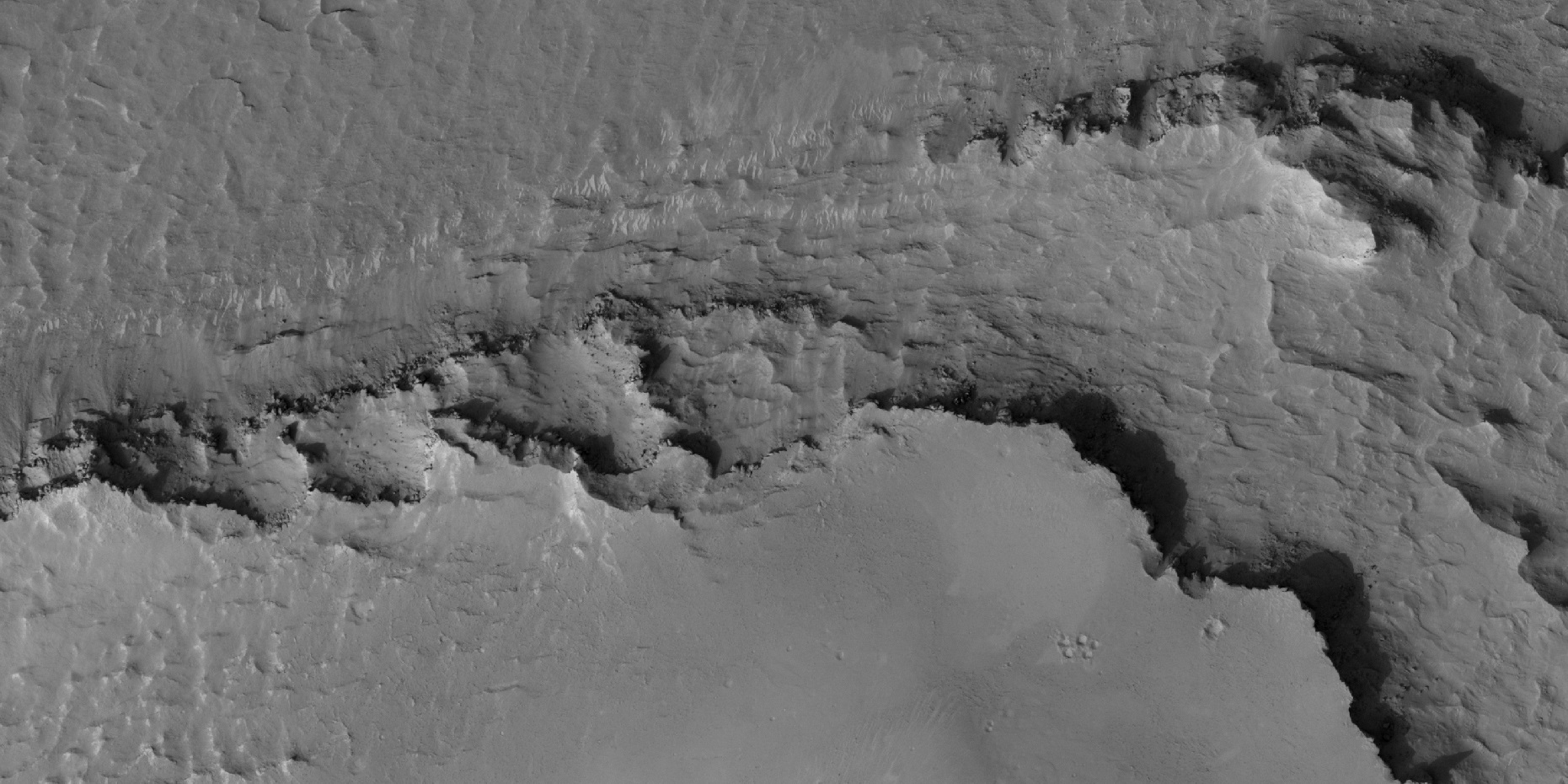
HiWish项目指示下高分辨率成像科学设备显示的底座形陨坑喷出物表面下岩层的近景。

## 另请参阅
- 火星地质
- 撞击坑
- 撞击事件
- 拉勒陨石坑
- 火星撞击坑
- 壁垒型撞击坑